# Еколошки покрет „Оквир живота”
Еколошки покрет „Оквир живота” је нестраначко и непрофитно удружење грађана, основано 2013. године, са седиштем у Паштрићу, у општини Мионица.

## Циљеви удружења
Циљеви удружења су унапређивање научних сазнања о биолошкој и геолошкој разноврсности, популаризација научно - истраживачког рада, промоција биодиверзитета и геолошких ресурса наше земље, унапређивање заштите животне средине, промоција живота у руралним срединама и односа локалног становништва према природним ресурсима, едукација становништва, а посебно деце и младих, о одрживом начину коришћења ресурса, као и јавно залагање за промену навика у погледу експлоатације природних ресурса.

## Организациона структура
Организациона структура Еколошког покрета је састављена од три секције:
- Секција Чувари камена се стара о збиркама које се налазе у Музеју камена у Паштрићу, промовише и широј јавности представља изложбене поставке у Музеју.
- Секција Чувари семена је основана са циљем да се сачувају аутохтоне сорте воћа и поврћа од нестанка.
- Секција Чувари природе се базира на заштити и проучавању биодиверзитета, са посебним освртом на угрожене и заштићене врсте биљака, животиња и гљива.